# 斯蒂芬·穆迪
斯蒂芬·穆迪（英語：Stefan Moody，1993年10月6日—）為美國男子籃球運動員，現效力於土耳其籃球超級聯賽梅克澤芬迪。
2017年12月20日，韓國籃球聯賽釜山KT音速彈引進穆迪頂替受傷的大衛·洛根。穆迪打破阿多尼斯·乔丹的紀錄，成為KBL有史以來最矮的外籍球員。12月22日，穆迪完成KBL首秀，但在第二節時傷退。之後經診斷穆迪需養傷八週。12月27日，穆迪被尚恩·吉普森頂替。2019年6月，穆迪加入卡拉波波環球旅行者。
2022年7月，穆迪加盟羅阿訥合唱團。2023年5月，穆迪重返卡拉波波環球旅行者。2023年6月，穆迪與伊戈凱亞簽約。2024年1月，穆迪與中国男子篮球职业联赛青岛国信海天簽約，頂替费兰克·巴特利。穆迪代表青岛国信海天出賽場均可挹注14分、5籃板、6.4助攻。2024年9月，穆迪與南京同曦簽約。2024年11月19日，南京同曦終止與穆迪的合約，穆迪代表南京同曦出賽10場，場均貢獻9.5分、3.2籃板、6助攻、1.6抄截。11月20日，穆迪加入土耳其籃球超級聯賽梅克澤芬迪。

## 外部連結
- 斯蒂芬·穆迪在fiba.basketball（英语）
- 斯蒂芬·穆迪在土耳其籃球超級聯賽（英语）
- 斯蒂芬·穆迪在亞得里亞海聯賽（英语）
- 斯蒂芬·穆迪在中国男子篮球职业联赛
- 斯蒂芬·穆迪在韓國籃球聯賽（英语）
- 斯蒂芬·穆迪在Basketball-Reference.com（國際）（英语）
- 斯蒂芬·穆迪在Sports-Reference.com（NCAA）（英语）
- 斯蒂芬·穆迪在Eurobasket.com（球員）（英语）
- 斯蒂芬·穆迪在Proballers（英语）
- 斯蒂芬·穆迪在RealGM（英语）
- 斯蒂芬·穆迪在中国篮球数据库
- 斯蒂芬·穆迪在Flashscore（英语）